# Tribunal de Contas do Estado de Sergipe
O Tribunal de Contas do Estado de Sergipe (TCE-SE) é o órgão fiscalizador e controlador da administração financeira e orçamentária do estado de Sergipe.

## História[1]
O TCE-SE foi criado pela Emenda Constitucional nº 2, de 30 de dezembro de 1969, promulgada pelo então Governador Lourival Baptista, em face do recesso compulsório da Assembleia Legislativa, decretado pelo Ato Complementar nº 47, de 7 de fevereiro daquele ano, do Governo Militar vigente à época.
A primeira Lei Orgânica do TCE-SE foi editada pelo Decreto-lei nº 272, de 23 de janeiro de 1970, sendo que a sessão de instalação do Órgão ocorreu no dia 30 de março do mesmo ano.
O Tribunal de Contas era constituída pelos Juízes Manoel Cabral Machado - Presidente, Juarez Alves Costa - Vice-Presidente, José Amado Nascimento, João Moreira Filho, Joaquim da Silveira Andrade, João Evangelista Maciel Porto e Carlos Alberto Barros Sampaio. Funcionavam junto ao Colegiado os Procuradores da Fazenda Pública José Carlos de Sousa e Hugo Costa.
Os membros do Tribunal de Contas passaram a receber o tratamento de Conselheiro, por força das disposições contidas na Emenda Constitucional nº 7, de 12 de dezembro de 1977.

## Organização[2]
O TCE/SE possui: 
- 7 conselheiros
- 4 auditores
- 3 procuradores
- 2 subprocuradores

## Competência[3]
Ao TCE/SE, órgão de controle externo, tem sua competência definida no art. 68 da Constituição Estadual e nos arts. 1º, 2º e 3º da Lei Complementar nº 4, de 12.11.90, cabendo-lhe, de modo especial, julgar as contas dos administradores e demais responsáveis por dinheiros, bens e valores públicos, e exercer a fiscalização contábil, financeira, orçamentária, operacional e patrimonial dos órgãos e entidades jurisdicionados.
De referência aos Executivos Estadual e Municipais, o Tribunal emite parecer prévio sobre as contas que o Governador do Estado e os Prefeitos Municipais prestam anualmente. No julgamento das contas e na fiscalização que lhe compete, a Corte de Contas aprecia a legalidade, legitimidade, economicidade e razoabilidade dos atos de gestão e das despesas deles decorrentes, bem como a aplicação de subvenções e renúncia de receitas.